# Веккьято, Ренцо
Ренцо Веккьято (итал. Renzo Vecchiato; род. 8 августа 1955, Триест) — итальянский баскетболист, чемпион и призёр чемпионатов Европы, призёр Олимпийских игр, участник двух Олимпиад.

## Карьера
На летних Олимпийских играх 1980 года Веккьято в составе сборной команды Италии завоевал серебряные медали. На следующей Олимпиаде в Лос-Анджелесе итальянцы стали пятыми.
В 1983 году итальянцы стали победителями континентального чемпионата. На следующем чемпионате в ФРГ в 1985 году итальянская сборная завоевала бронзовые награды.